# Reator A1B

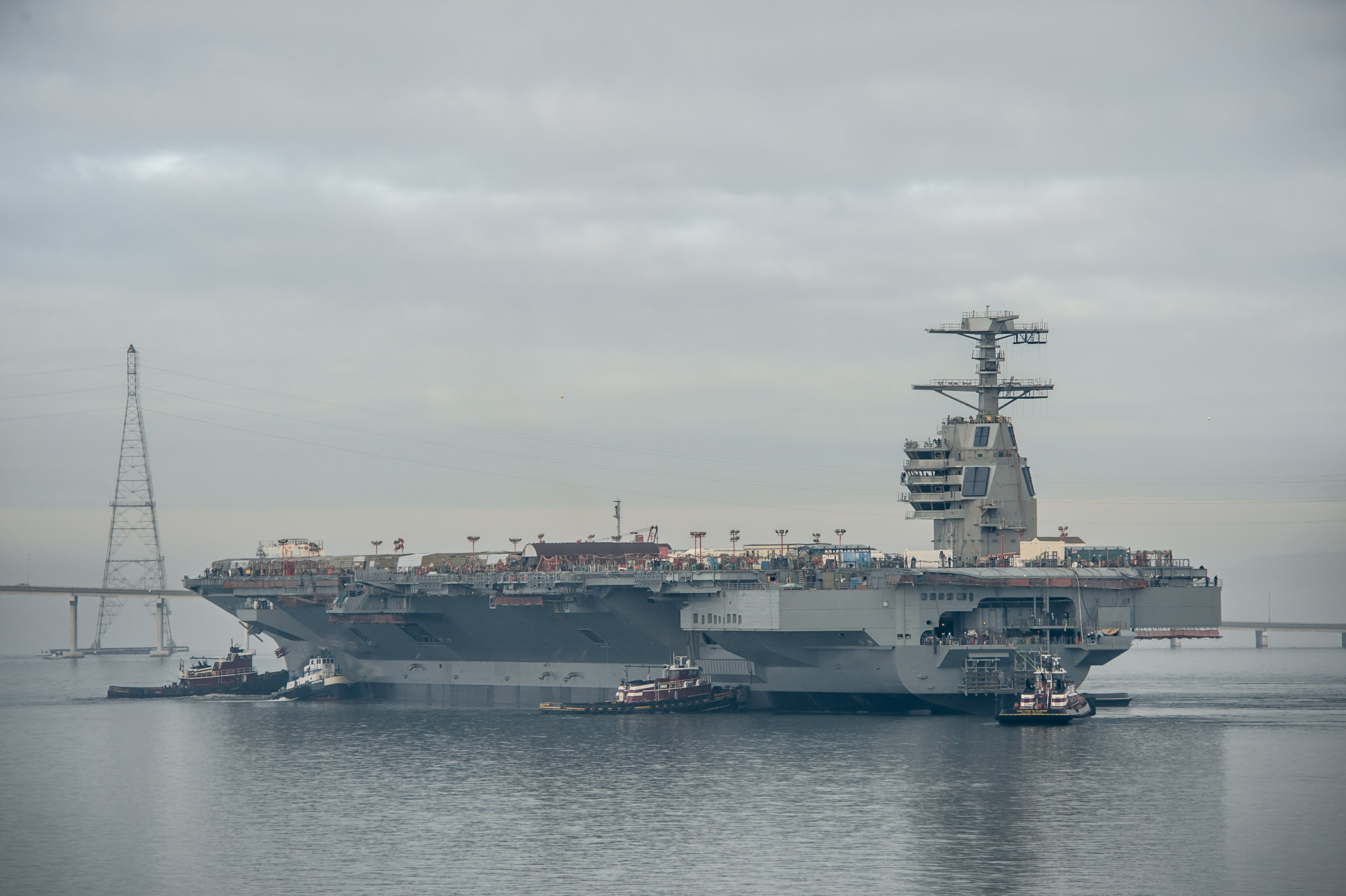
O porta-aviões Gerald R. Ford (CVN 78) é movido para o Píer 3 em Newport News Shipbuilding.

O A1B é um reator nuclear destinado a ser usado por porta-aviões desenvolvidos pela Marinha dos Estados Unidos. Ele é usado na Classe Gerald R. Ford de porta-aviões para fornecer energia elétrica e propulsão.

## História

### Desenvolvimento
A planta do reator A1B foi desenvolvida para o novo Gerald R. Ford para substituir aqueles utilizados em seus predecessores, a Classe Nimitz de super porta-aviões. O A1B oferece tecnologia mais avançada e adaptável do que as tecnologias de reatores anteriores.

### Nomenclatura
A nomeação de reatores é baseada no tipo, geração e o fabricante. O tipo de reator é para uso em um porta-aviões. A Bechtel Corporation projetou os novos reatores. Eles têm providenciado assistência para o governo dos Estados Unidos para as usinas nucleares terrestres e eles têm " executado serviços de engenharia e/ou construção em mais de 80% das usinas nucleares nos Estados Unidos." Este é o primeiro reator de que eles produziram para operações navais para os Estados Unidos. Estas circunstâncias levaram à nomeação do reator.
- A = Reator utilizado em porta-aviões
- 1 = Primeira geração de reatores nucleares projetada pelo fabricante
- B = Bechtel, a empresa que fabrica o reator

### Substituição
Os reatores A4W têm sido a principal fonte de energia para o antecessor da Classe Gerald R. Ford, a Classe Nimitz. Estes A4W fornecem propulsão e  eletricidade para os porta-aviões Nimitz, mas tem sido alvos de críticas pelo seu maior problema,a capacidade de geração de energia elétrica. Esses reatores tem geração de energia elétrica limitada, que é necessária para alimentar componentes elétricos modernos. O A1B fornece maior capacidade de geração elétrica, inclusive de grande capacidade não utilizada visando capacidades futuras.

## Design
Porta-aviões contêm reatores nucleares, que fornecem todo a propulsão e energia elétrica do navio pela fissão do urânio enriquecido para produzir calor e converter a água em vapor para a alimentação de turbinas de vapor. Este processo é basicamente o mesmo de reatores nucleares comerciais em terra, embora os reatores navais possuam várias diferenças, como serem bem menores. O aumento da capacidade de geração elétrica permitirá a eliminação de serviço catapulta com vapor no navio, reduzindo o tamanho da tripulação para a manutenção. Dois reatores A1B fornecerão energia para os navio. Catapultas elétricas para lançar as aeronaves irão liberar a ala aérea de limitações dos reatores na produção de vapor que anteriormente era utilizado para propulsionar as catapultas.

### Eficiência
A potência total do A1B é uma informação classificada, mas a geração de energia elétrica é 3 vezes maior do que é gerado pelos reatores A4W sendo utilizados nos Nimitz. Estima-se que o total de energia térmica produzida pelo A1B tenha um aumento de 25% sobre a do A4W, i.e. cerca de 700 MW. A melhoria de eficiência total das plantas espera fornecer mais potência tanto para  propulsão como para os sistemas elétricos.

### O tamanho e a Interface
Além de melhorias para os processos de alimentação, o A1B reator tem outras vantagens perceptíveis. Comparado com o A4W, o A1B é menor e pesa menos. Também espera-se que a interface com o operador seja melhorada.